# Сильфия
Сильфия (лат. Silphium; от др.-греч. σίλφιον, silphion — сильфий) — род травянистых растений семейства Астровые (Asteraceae), распространённый в Северной Америке.

## Ботаническое описание
Многолетние травянистые растения, 50—250 см высотой. Стебли обычно прямостоячие и ветвистые. Листья супротивные, цельные.
Корзинки гетерогамные, 4—8 см в диаметре, собраны в верхушечные, метельчатые или кистевидные соцветия. Обёртки от колокольчатых до широкочашевидных, 16—24 мм длиной, 10—30 мм в диаметре; листочки одинаковые, яйцевидные или продолговато-яйцевидные, травянистые. Цветоложе плоское или слабовыпуклое, прицветники чешуевидные. Краевые цветки язычковые, пестичные, жёлтые или белые; цветки диска обоеполые, трубчатые, жёлтые или белые. Семянки сплюснутые, по 2 ребрам крылатые, темно-серые, коричневые или черные, голые, 10—12 мм длиной и 7—8 мм шириной. x=7.

## Виды
Род включает 13 видов:
- Silphium albiflorum A.Gray — Сильфия белоцветковая
- Silphium asteriscus L. typus[1]
- Silphium brachiatum Gatt.
- Silphium compositum Michx.
- Silphium glutinosum J.R.Allison
- Silphium integrifolium Michx. — Силфия цельнолистная
- Silphium laciniatum L. — Сильфия дольчатая
- Silphium mohrii Small — Сильфия Мора
- Silphium perfoliatum L. — Сильфия пронзённолистная
- Silphium perplexum J.R.Allison
- Silphium radula Nutt.
- Silphium terebinthinaceum Jacq.
- Silphium wasiotense Medley